# باب النيرب
|  | يجري الآن نقاش حول نقل صفحة حي باب النيرب إلى باب النيرب. جار التوصل إلى اتفاق بشأن النقل في صفحة طلبات النقل. |

حي باب النيرب هو أحد أقدم أحياء مدينة حلب وأكثرها عراقة، يتميّز بالحفاظ على التقاليد الحلبية الأصيلة وارتباطه الوثيق بالتراث المحلي، ويضم العديد من الأبنية التاريخية التي تعود إلى عصور مُختلفة، مما يجعله من المناطق التي تعكس الهوية الثقافية والمعمارية للمدينة.

## أصل التسمية
يُعرف الحيّ إداريًا باسم محمد بيك، ويعود أصل تسميته إلى زواج اثنين من أسرة المكانسي بحفيدتي محمد بك قانصوه الغوري، فسُمّي الحيّ باسمه. يُعرف الحيّ أيضًا باسم "التكاشرة"، كما يُطلق عليه "باب النيرب" نسبةً إلى وجود باب تاريخي كان يؤدي إلى مدينة النيرب. شُيّد الباب في عهد الملك سيف الدين برسباي من المماليك البرجية، وموقعه قرب جامع التوبة، وكانت قنطرة الباب موجودة حتى الثلاثينيات من القرن الماضي ومن ثم هدم وأزيلت آثاره. أما اسم "النيرب" فيعود في أصله إلى اللغة السريانية، ويعني "الأرض المنبسطة"، بينما يُشير في اللغة العربية إلى "الرجل القوي".

## الجغرافيا
يحد الحيّ من الجهة القِبْلية الجادة الكبرى، التي تتميّز بعرضها واستقامتها، وتبدأ من سوق باب النيرب باتجاه الشرق حتى تصل إلى بوابة الملك. ومن الشرق، تحدّه البرية، ومن الغرب القصيلة، بينما يحدّه من الشمال حي الشيخ بلال الحبشي، ويمتدّ ليشمل محلة تلعران والصفصافة.

## التاريخ
نشأ حي باب النيرب أولاً داخل الأسوار حياً سكنياً كباقي أحياء المدينة السكنية وشكل محوراً بين باب النيرب التاريخي وقلعتها التي كانت المركز قبل أربعة قرون من الميلاد، ومن ثم توسع هذا المحور ليصل إلى المركز الجديد وهو أسواق المدينة القديمة بعد القرن الخامس الميلادي.
أنشأ ملوك حلب قبل ألف عام من الآن تقريباً سوراً خارجياً اعتبروه خطاً دفاعياً للسور القديم للمدينة، فتوسعت المدينة وامتد حي باب النيرب قربه كما امتدت أحياء أخرى مثل حي باب المقام والقصيلة وغيرها.
وخلال حكم الدولة الأيوبية تم إنشاء جوامع ومدارس متعددة خارج الأسوار فقد امتد «حي النيرب» أيضاً حولها وهكذا مرت مراحل ثلاث على توسع هذا الحي العريق.
ضم هذا الحي كغيره عدة مبان هامة، ففيه المدرسة الجابية وكانت فيها محكمة على المذهب الشافعي وفيه المدرسة الطرنطائية نسبة إلى مجددها طرنطاوي بعد بانيها المؤرخ الحلبي الكبير ابن العديم في أوائل القرن الثالث عشر الميلادي، كما توجد في الحي تربة العلمي الأيوبي ومسجد آشقتمر أو السكاكيني وهو من العصر المملوكي وجامع التوبة المملوكي وقد جدد عدة مرات، يضاف إلى ذلك حماما برسين والذهبي المملوكيان وقد دمر جزء من الحمام الأخير في العام 1850م ومقهيان وعدة خانات.

## الإقتصاد

#### القرن التاسع عشر
لقد كان للحي تقاليد بدوية ما زال بعضها قائماً وبعضها دثر مثل اجتماع النسوة من جميع الأديان كل يوم اثنين وخميس لبيع خيوط الصوف المغزولة في زقاق الزيتونة وهو أحد أزقة الحي إلى جانب زقاق النخلة والدحدالة والبستان ومحمد بك وهذا الاسم الأخير كان يطلق على مجموع الحي نفسه.
في العام 1911م ردم الخندق المجاور للحي لفتح جادة باب النيرب إحدى أكبر جادات حلب في ذلك الوقت فازدادت أهميته فبقي الحي محافظاً على نشاطه التجاري الذي يعتبر مركزاً للتبادل التجاري بين المناطق الشمالية والشمالية الشرقية من سورية مع مدينة حلب.

#### القرن العشرون
الحي هو بوابة قرية النيرب التي تحتوي على مطار النيرب العسكري، الذي أسس في عهد الإحتلال الفرنسي والذي استخدم كقاعدة لإنشاء مطار حلب الدولي بجواره، ثاني أكبر مطار دولي في سوريا. يعمل أهله وأهل النيرب عامة في زراعة الزيتون والفستق والورد الجوري.

## السكان
وعدد دورها بداية التسجيل في عام 1922، 243 داراً وعدد ذكورها 1016 وإناثها 1094، فالمجموع 2110 نسمات، كلهم مسلمون. من عوائله آل باذنجكي و دوبا و و حجازي و مكانسي و دعدع و حميدة.

## المعالم والحضارة

#### جامع الطرنطائية ومدرسته
محلها في زقاق المدرسة المنسوب إليها غربي قسطل علي بك الكائن شمالي الجادة الكبرى على يمين الداخل من بوابة الملك وهي مدرسة حافلة عامرة متقنة البناء كأنها حصن تشتمل في شرقيها وغربيها على أربعين حجرة عليا وسفلى وفي جنوبيها قبلة تقام فيها الصلوات والجمعة وفي شماليها محل واسع تقام فيه الأذكار كأنه كان محلا للتدريس وفي وسط صحنها حوض تحت الأرض يجري إليه الماء من القناة دائما ولها فوق زاويتها الشرقية الشمالية منارة صغيرة ويوجد على يمنة الداخل من بابها الموجه غربا حجرة فيها قبر له ضريح على رأسه خوذة حديد عليها دوران من الشاش الأخضر يقولون إن المدفون فيه رجل كان يحب الجهاد فكان في أكثر أوقاته لابسا أهبة الحرب يقال له الشيخ أويس أبو طاسة. المدرسة منسوبة إلى (طرنطاي الأمير سيف الدين) وهو الذي جدد بها ووقف عليها وقفا وأما الذي أنشأها وأنشأ الجامع فهو السيد عفيف الدين بن محمد شمس الدين وذلك في سنة 785. أوقافها عشرية مضبوطة يؤخذ منها مقطوعا ما لا يكاد يقوم بكفايتها وهي الآن معطلة ليس فيها مجاور ولا مدرس.. غير أنه تقام في مسجدها الصلاة والأذكار قد اتخذها زاوية العالم العامل الشيخ محي الدين البادنجكي وخلفاؤه من بعده وهو ينتسب إلى ولي الله الشيخ نبهان الجبريني فحجرات المدرسة المذكورة لا تسكن إلا في أيام الخلوة الأربعينية يختلي بها مريدو الخلفاء المذكورين.

#### قسطل علي بك
تقدم لنا ذكر محله وهو من أشهر قساطل حلب يجري إليه الماء دائما من قناة خاصة به ويجري فائضه إلى آبار وحياض في المحلة يستقي منها أهلها وقد عهدنا أن أكثر الجمال التي تدخل إلى حلب ترد عليه للشرب يزعم بعض النسوة أن الاغتسال فيه ثلاثة سبوت في تموز قبل الفجر يخلص الجسم من الأمراض في بقية السنة وهو قسطل قديم مكتوب عليه "أنشأ هذا السبيل المبارك في أيام مولانا السلطان الملك الأشرف أبي النصر قانصوه الغوري عز نصره ابتغاء لوجه الله تعالى علي بك السيفي المولوي في شوال سنة خمس عشرة وتسعمائة". وعلى كل من جانبيه دائرة مكتوب فيها: "عز لمولانا السلطان الملك الأشرف قانصوه الغوري"، أحد سلاطين المماليك البرجية.

#### جامع قرمط
ويعرف أيضا بجامع عفان على الجادة في الصف الموجه إلى الشمال صحنه يبلغ خمسين ع في أربعين تقريبا في غربيه ميضأة بجانبها حجرة وفي شماليه قبلية بنسبة الصحن تقام فيها الصلوات والجمعة وفي جنوبيه مصيف في صدره محراب يقال إنه هو قبليته القديمة وله منارة صغيرة وهو جامع قديم جدد سنة 1237 وله وقف قائم بكفايته ولا أعرف المنسوب إليه ورأيت في السجل أنه في سنة 1263 وقف الحاج عبد الله بن علي المشنوق وقفا حافلا شرط فيه قراء في هذا الجامع وإن وقفه بعد انقراض ذريته يؤول للجامع المذكور. ثم في سنة 1280 وقف وقفا آخر شرط فيه الشرط الأخير.

#### جامع شبارق
في جانب قسطله على الجادة في الصف الموجه جنوبا صحنه وفي شرقيه الشمالي صحن آخر فيه حوض مربع يبلغ بضعة أذرع في مثلها وفي جنوبي الصحن الأول قبلية وفي شماليه حجرة تعلم فيها الأطفال كان تجديد هذا الجامع سنة 1257، يوجد على جانبي بابه مما يلي الجادة سبيلان، وفي غربيه الشمالي قسطل يعرف بقسطل شبارق ومنشئه هو منشئ هذا القسطل مكتوب في أعلى صدر القسطل "أمر بإنشاء هذا السبيل المبارك المقر الأشرفي العالي المولوي المالك المخدومي الكافل السيفي يلبغا الصالحي كافل المملكة الحلبية المحروسة أعز الله أنصاره من ماله ابتغاء لوجه الله تعالى ليقيه العطش الأكبر يوم لا ينفع مال ولا بنون إلّا من أتى الله بقلب سليم. في ربيع الأول سنة 746 بنظر الفقير إلى الله تعالى إبراهيم بن محمد الحراث عفى الله عنه". يلبغا هذا هو يلبغا اليحياوي الأمير سيف الدين.

#### مسجد البدوي
ويعرف أيضا بمسجد الشيخ ضاهر على الجادة في الصف الموجه إلى الشمال يبلغ صحنه خمسين ع في مثلها تقريبا في غربيه قبلية تجاهها مما يلي الصحن بعض قبور وفي جنوبيه مصيف وفي شرقيه الشمالي ميضأته.

#### زاوية الشيخ حيدر
في الزقاق المنسوب إليها الكائن في الصف الجنوبي من الجادة يبلغ صحنها 50 ذراعا في 40 تقريبا في شرقيه دكة فيها قبور وفي جنوبيه قبلية واسعة لها باب جميل وفي حضرة باب هذه الزاوية في الزقاق قسطل الشيخ حيدر وهو أحد مشايخ الطرائق العلية اتخذ الزاوية محلا لأذكاره فنسبت إليه وإلا فباني هذه الزاوية والقسطل هو "قطليجا الحموي" شرع ببنائهما ومات قبل إكمالهما فأكملهما الأمير "ظاز بن عبد الله الناصري" مكتوب على الزاوية "أنشأ هذه الزاوية المباركة المقر الكريم العالي السيفي قطليجا والمقر الأشرف الكريم طاز كافل المملكة الحلبية سنة 757" وفي أعلى صدر القسطل الآخر (لقطليجا) وهو كلتاجو، والظاهر أن أحد الاسمين محرف عن الآخر.

#### جامع التوبة
بضم التاء وهي شجر ذكر التين. وكان فيه شجرة توب عظيمة أضيف الجامع إليها والناس يلفظون هذه الكلمة بفتح التاء ويحكون في ذلك كلاما غير مستند إلى أصل. هذا المسجد قديم محلة في الصف الجنوبي من سوق باب النيرب والخندق محيط به من غربيه وجنوبيه وهو صحن واسع يبلغ ثلاثين ذراعا في مثلها تقريبا وفيه حوض مربع فوق عشر بعشر جدده متولي الجامع "علي بن محمد النيرباني" وقد نقله من شماليه معيدا إياه إلى محله الحالي وكان صغيرا نقل إلى محله الحالي من دهليز الجامع وقد نقل إليه الميضأة وفي شمالي الجامع شمالية للصلاة كانت هي قبلية الجامع وكان لها باب على الميضأة ثم في سنة 1180 بنيت في جهته الجنوبية قبليته الحالية وهي صفان طول الأول 15 ذراعا والثاني 18 ذراعا في عرض أحد عشر ذراعا تقريبا وفيها المحراب والسدة وفي شرقيها بعض حجرات وفي غربيها الشمالي قبلية أخرى في جنوبيها باب مغلق ينفذ إلى مدفن سماوي له باب على الخندق. مكتوب على الباب المغلق "أنشأ هذا الجامع المبارك الفقير إلى الله تعالى الشيخ محمد المعصراني في أيام مولانا السلطان الملك الظاهر جقمق عز نصره سنة 846" وهو من المماليك البرجية. فالظاهر أن منشئ هذا الجامع هو هذا الرجل وأن ما بناه هو الشمالية والمدفن والميضأة ثم في سنة 1180 أنشئت قبليته الحاضرة وفي سنة 1311 سدت أبواب الشمالية مما يلي الصحن وفتح لها باب على الدهليز وكتب عليه:
- الزم التقوى تنل كل الأمل وبها تنجو إذا حان الأجل
- مذ بنى مسجدنا أرخ وصف فاز من أخلص لله العمل

#### وعلى حجرة مرصوفة في جدار القبلية مما يلي الصحن مكتوب:
- لم تزل رحمة الإله على من بالتقى يعمر المساجد فضلا
- إذ به جامع الفضائل لما شاده مخلصا تسامى محلا
- قلت لما جنى المبرة أرخ عمل صالح له الخير دلّا

هذا الجامع من أعمر جوامع حلب لا تكاد تنقطع منه العبادة لا ليلا ولا نهارا ويقال إن منارته كانت على بابه الذي يلي السوق الموجه شمالا ثم هدمت وعمرت له منارة جديدة يصعد إليها من دهليزه، دخل وقفه الآن قائم بكفايته، وفي سنة 1300 فرش صحنه بالرخام والناس تمشي فيه حفاة والمشهور أن محرابه أصاب به بانيه عين القبلة. قسطل قرمط في حضرة جامعه والظاهر أن منشئه هو منشئ جامع قرمط المتقدم ذكره في السنة التي جدد بها الجامع أيضا. سبيل صهريج يقال له سبيل أبي دلوين على الجادة في الصف الموجه جنوبا.